# Paul Bühre
Paul David Bühre (* 1998) ist ein deutscher Autor.

## Leben
Im Jahr 2015 veröffentlichte der Ullstein Verlag sein Buch Teenie Leaks-Was wir wirklich denken (wenn wir nichts sagen). Das Buch wurde zu einem Bestseller und erhielt wohlwollende Kritiken. Im Zuge dieses Erfolges war er in verschiedenen Fernsehsendungen, wie unter anderem bei TV total oder dem Sat.1-Frühstücksfernsehen zu Gast.
2017 legte Bühre sein Abitur ab.

## Veröffentlichungen
- Teenie-Leaks. Was wir wirklich denken (wenn wir nichts sagen). Ullstein, Berlin 2015, ISBN 978-3-550-08101-9.
- Das Jahr nach dem Abi. An alle Leute, die noch keinen Plan haben oder denken, sie hätten einen. Ullstein, Berlin 2019, ISBN 978-3-86493-063-8.